# Mińsk Mazowiecki
Mińsk Mazowiecki es un ciudad de Polonia, en Mazovia.  Es la sede del  distrito urbano (Gmina) de Mińsk Mazowiecki, y la capital del condado (Powiat) de Mińsk. Su población es de 40.999 habitantes (2020).
Entre 1975 y 1998 perteneció al voivodato de Siedlce.

## Localización

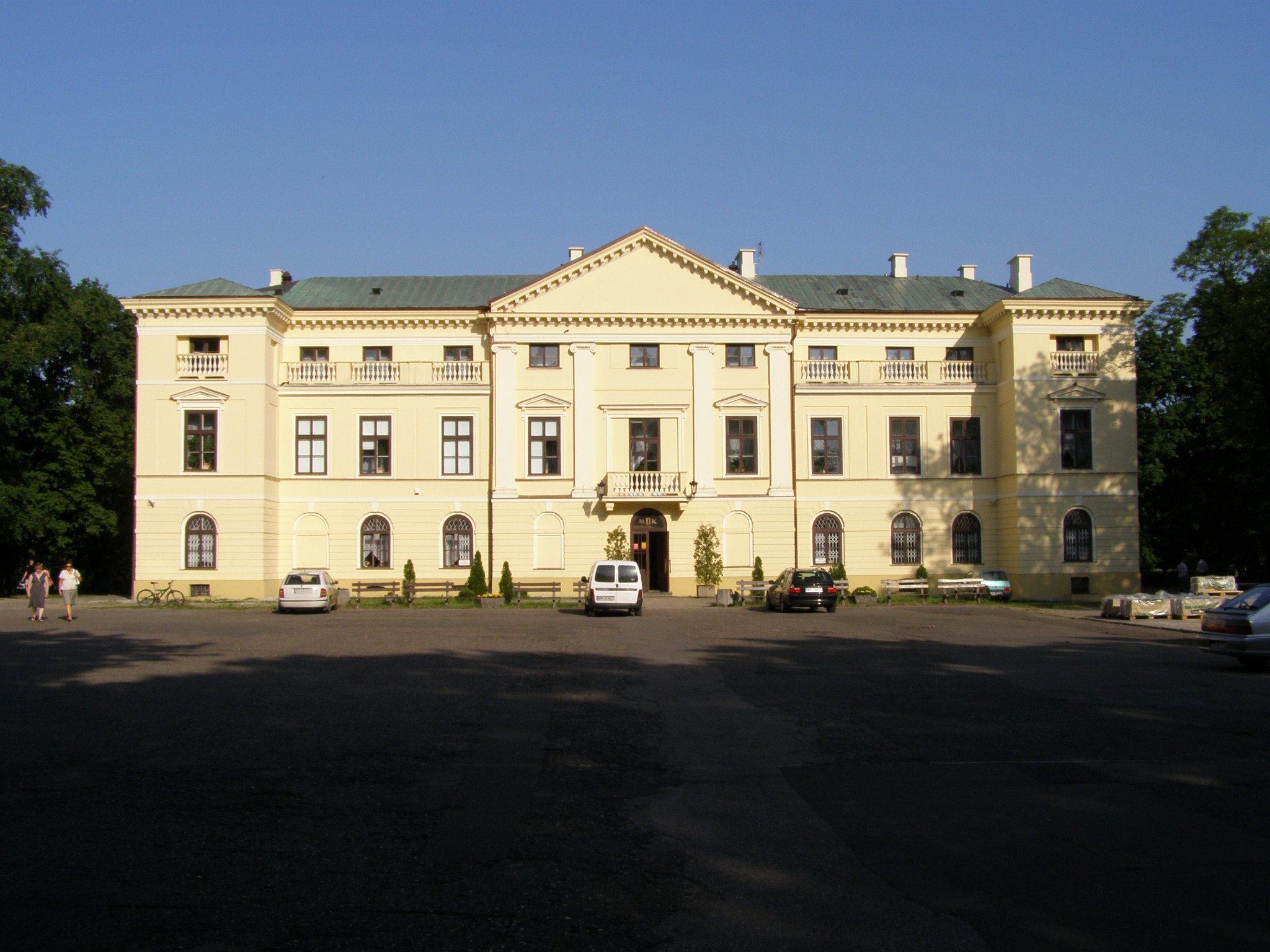
Palacio de la familia Doria Dernałowicz

Mińsk Mazowiecki se encuentra situada geográficamente en el sur de Podlaquia, históricamente en el este de Mazovia y administrativamente en Mazovia. Se encuentra a 38 km al este de Varsovia.